# Pasirharjo
Pasirharjo is een bestuurslaag in het regentschap Blitar van de provincie Oost-Java, Indonesië. Pasirharjo telt 3262 inwoners (volkstelling 2010).